# Пореди (Підляське воєводство)
Пореди (пол. Poredy) — село в Польщі, у гміні Збуйна Ломжинського повіту Підляського воєводства.
Населення — 136 осіб (2011).
У 1975-1998 роках село належало до Ломжинського воєводства.

## Демографія
Демографічна структура станом на 31 березня 2011 року:
|          | Загалом | Допрацездатний вік | Працездатний вік | Постпрацездатний вік |
| -------- | ------- | ------------------ | ---------------- | -------------------- |
| Чоловіки | 71      | 21                 | 42               | 8                    |
| Жінки    | 65      | 20                 | 30               | 15                   |
| Разом    | 136     | 41                 | 72               | 23                   |